# Friauville
Friauville ist eine französische Gemeinde mit 369 Einwohnern (Stand 1. Januar 2022) im Département Meurthe-et-Moselle in der Region Grand Est (vor 2016 Lothringen). Sie gehört zum Arrondissement Val-de-Briey und ist Mitglied im Gemeindeverband Communauté de communes Orne Lorraine Confluences. Die Einwohner werden Friauvillois(es) genannt.

## Geografie
Die Gemeinde Friauville liegt am Longeau, etwa 25 Kilometer westlich von Metz. Nachbargemeinden sind Boncourt im Norden, Conflans-en-Jarnisy im Norden und Nordosten, Jarny im Osten und Südosten, Brainville im Süden, Allamont im Südwesten und Westen sowie Puxe im Nordwesten.

## Geschichte
Friauville gehörte historisch zum Herzogtum Bar, das 1766 an Frankreich fiel. Bis zur Französischen Revolution lag der Ort dann im Grand-gouvernement de Lorraine-et-Barrois. Die Gemeinde lag bis 1871 im alten Département Moselle.

## Bevölkerungsentwicklung
| Jahr                       | 1793 | 1841 | 1962 | 1968 | 1975 | 1982 | 1990 | 1999 | 2007 | 2019 |
| Einwohner                  | 301  | 360  | 223  | 224  | 195  | 151  | 225  | 264  | 342  | 367  |
| Quellen: Cassini und INSEE |      |      |      |      |      |      |      |      |      |      |

## Sehenswürdigkeiten
- Mehrere Bauernhäuser aus dem 18. und 19. Jahrhundert in der Grande Rue
- Pfarrkirche Saint-Vanne, errichtet 1860 als Neubau
- Kapelle La Hayotte aus dem 19./20. Jahrhundert
- Pfarrhaus aus dem 18. Jahrhundert und weitere alte Häuser im Dorfzentrum
- Denkmal für die Gefallenen[1]

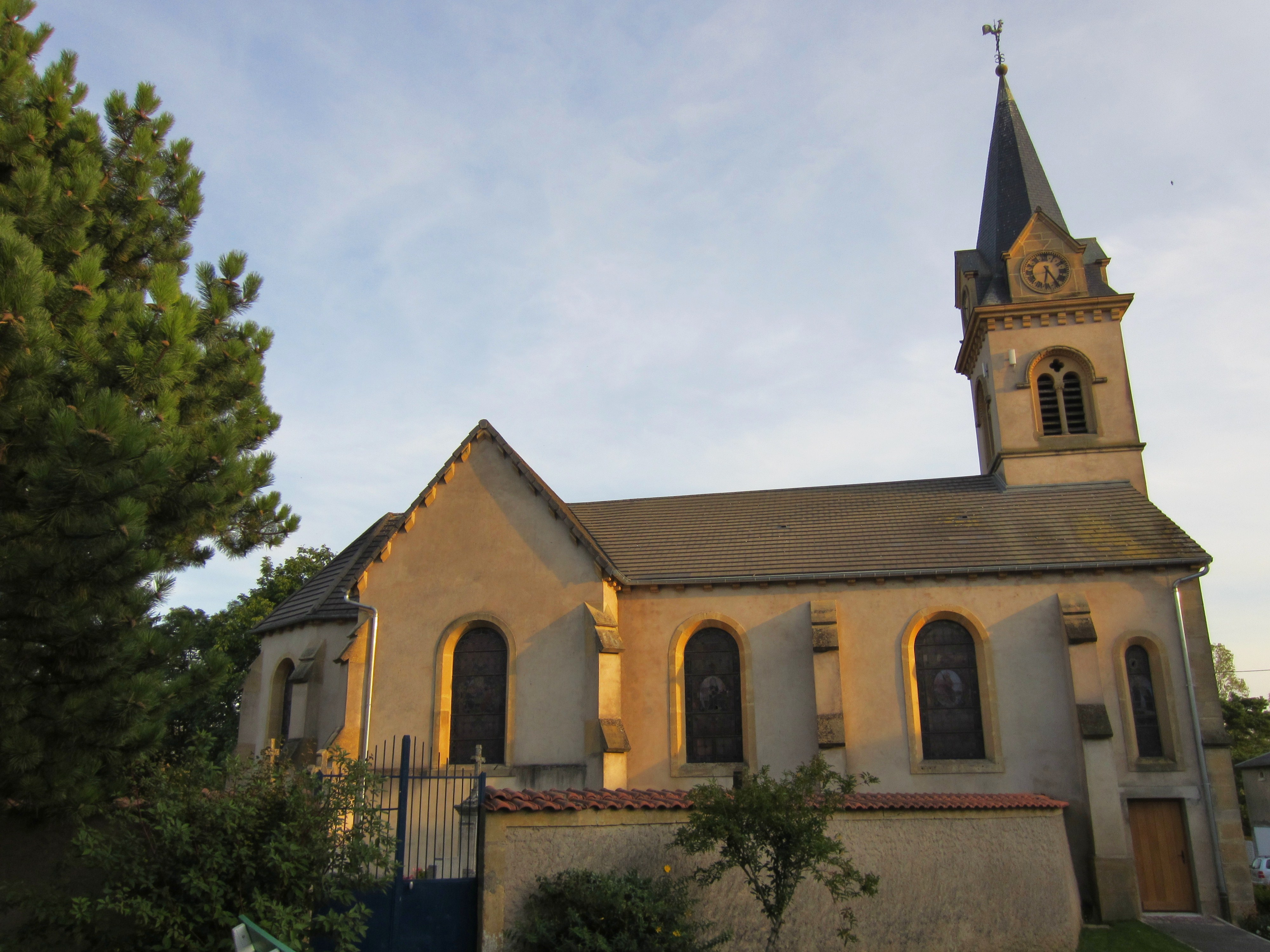
Pfarrkirche Saint-Vanne
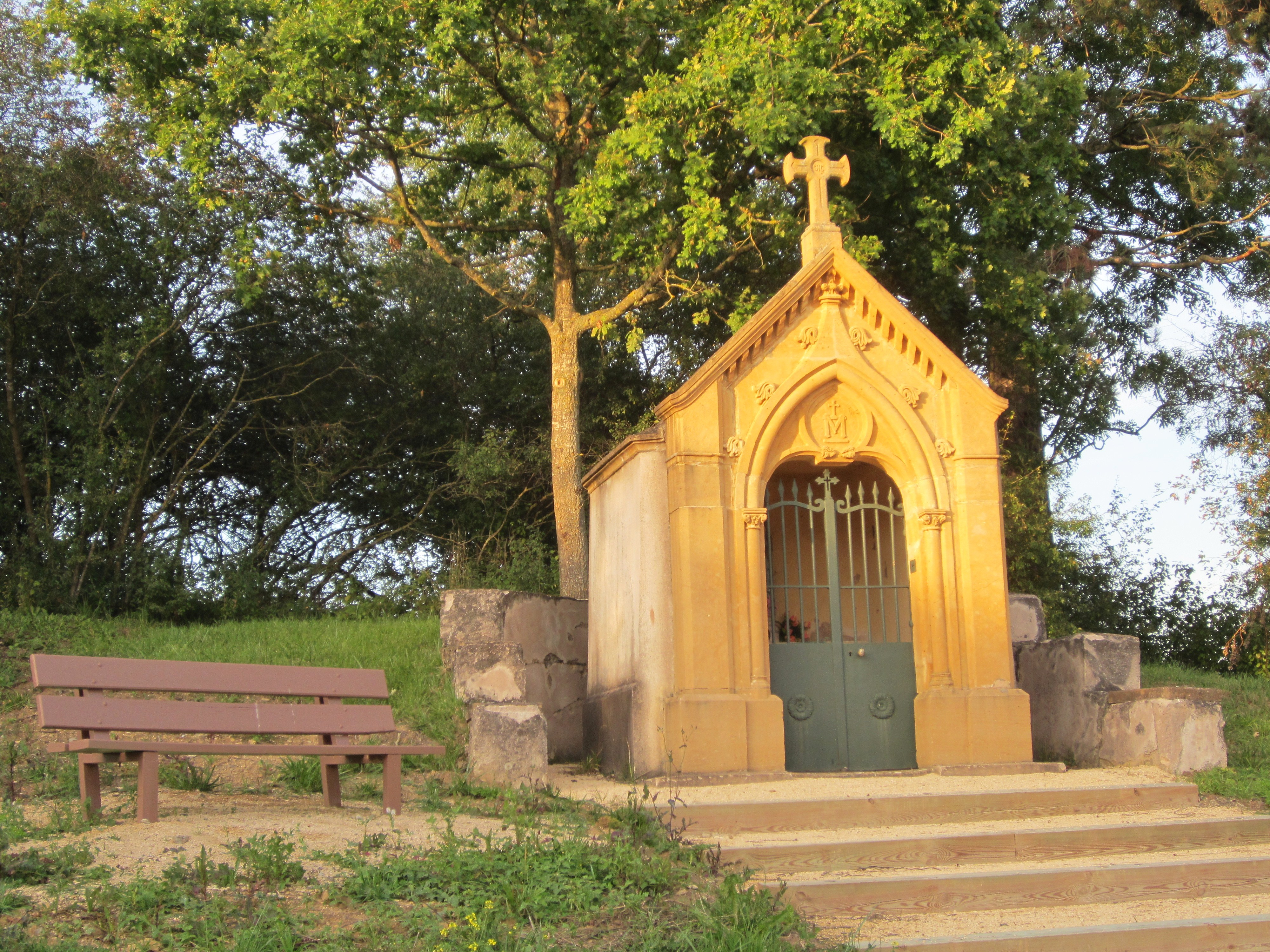
Kapelle La Hayotte

## Persönlichkeiten
- Anthony Janiec (1984–2022), französischer Truck- und Automobilrennfahrer, geboren in Friauville